# Herb Goniądza
Herb Goniądza – jeden z symboli miasta Goniądz i gminy Goniądz w postaci herbu.

## Wygląd i symbolika
Herb przedstawia na złotej tarczy kroczącego w prawo czarnego niedźwiedzia z zaznaczonym okiem koloru białego i zaznaczonymi pazurami.
Jest to wersja herbu Rawicz bez panny. Symbolika herbu nawiązuje do niedźwiedzi żyjących w okolicznych lasach.